# Federació Guineana de Futbol
La Federació Guineana de Futbol (FGF) —en francès: Fédération Guinéenne de Football— és la institució que regeix el futbol a Guinea. Agrupa tots els clubs de futbol del país i es fa càrrec de l'organització de la Lliga guineana de futbol i la Copa. També és titular de la Selecció de futbol de Guinea absoluta i les de les altres categories.
Va ser formada el 1959.
- Afiliació a la FIFA: 1962
- Afiliació a la CAF: 1962[3]